# Pression de vapeur
 (novembre 2020).
Si vous disposez d'ouvrages ou d'articles de référence ou si vous connaissez des sites web de qualité traitant du thème abordé ici, merci de compléter l'article en donnant les références utiles à sa vérifiabilité et en les liant à la section « Notes et références ».

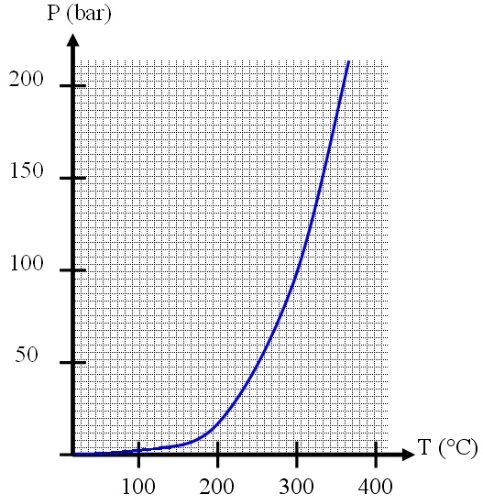
Courbe de saturation de l'eau

La pression de vapeur est la pression partielle de la vapeur d'un corps présent également sous forme liquide ou solide.
Lorsque le système est à l'équilibre (les proportions relatives de gaz et liquide ou solide ne varient pas), la pression de vapeur est dite « saturante ». Lorsque le système est hors équilibre :
- si la pression de vapeur est inférieure à la pression de vapeur saturante, une portion de liquide ou de solide passe sous forme gazeuse (évaporation, vaporisation ou sublimation) ;
- si la pression de vapeur est supérieure à la pression de vapeur saturante, une portion de la vapeur passe sous forme liquide ou solide (liquéfaction, condensation).

Ceci tend à ramener la pression de vapeur vers sa valeur saturante.
À la température d'ébullition d'un liquide, sa pression de vapeur saturante est égale à la pression dans laquelle se trouve le liquide (pression atmosphérique pour un système ouvert). Par exemple, la pression de vapeur saturante de l'eau à 100 °C est égale à la pression atmosphérique.
Pour des produits différents, on peut relier leur pression de vapeur avec leur température d'ébullition. Plus la pression de vapeur (à température ambiante) du produit est élevée, plus sa température d'ébullition sera basse comparée à un produit dont la pression de vapeur sera plus basse à température ambiante.

## Terminologie
Le terme « pression de vapeur » est parfois utilisé pour désigner la pression de vapeur saturante. Pour éviter toute confusion, il conviendrait d'utiliser le terme « pression partielle de la vapeur ».